# Râul Valea Mare, Crișul Pietros
Râul Valea Mare este un curs de apă, afluent al râului Crișul Pietros. Cursul superior al râului este numit și Râul Căuși.

### Hărți
- Harta munții Bihor-Vlădeasa  Arhivat în 9 iunie 2008, la Wayback Machine.
- Harta munții Apuseni